# 大列車強盗 (1973年の映画)
『大列車強盗』（原題：The Train Robbers）は、1973年公開のアメリカ映画。バート・ケネディ監督作品。

## 概要
西部劇と金塊を探しに行くという冒険譚を混ぜ合わせた痛快娯楽西部劇作品。また、コミカルなシーンも盛り沢山で特にラストのユーモア溢れるどんでん返しな展開は、語り草となっている。

## ストーリー
とある駅に、3人の男が首を長くして仲間の到着を待っていた。間もなくして、到着した汽車から1人の男・レーンが美しい未亡人を連れて降りてきた。待っていたのはレーンの古くからの相棒であるジェシー、グラディ、ベン・ヤングであった。さらにグラディはレーンに無断で新顔の2人のガンマンであるカルフーンとサム・ターナーを仲間に呼んできた。しかし、自分に無断で事を運んだ事にレーンは到着早々腹を立て、グラディを殴り飛ばす。レーンは、年老いているが故に頑固で素直に謝れない一面があり、度々仲間と軋轢を起こしていた。
今回レーンが仲間を集めたのは、金塊探しをするためであった。連れてきた未亡人であるロウ夫人の死別した夫で、生前列車強盗をやったマット・ロウが、その列車強盗で強奪した50万ドルをとある場所に隠したという。その金塊を鉄道会社に届ければ、ウェルス・ファーゴから恩賞金として5万ドルが支払われるのだ。しかし、金塊の在処はロウ夫人しか知らず、ロウ夫人は夫の罪状に対する贖罪のためと、自分と息子が平穏に暮らせるために鉄道会社にそのお金をお返ししたいという考えから今回の金塊探しに乗り出し、レーンが彼女に手を貸す事になった。その危険な旅にも人手が必要なので、仲間を呼んだのだ。
早速、翌日に金塊が隠されているという廃棄された機関車のあるメキシコに、馬を走らせる一行。しかし、その日の夕方、駅に馬を連れて列車に乗った大勢の屈強な男達が降りてきた。大勢の武装した20人あまりの男達が、レーン達の後を追うように出発した。実は、この中の7人はロウと一緒に列車強盗をやった男達で、他は雇われのガンマンであった。ロウ夫人をつけて、金塊を見つけ出したら横から掻っ攫ってしまうという魂胆だったのだ。
さらに、武装集団とは別の1人で行動する謎のスーツ姿の葉巻をくわえた男も現れて、レーン達の後を追い…。

## キャスト
| 役名                     | 俳優                     | 日本語吹替                        |
| 役名                     | 俳優                     | テレビ朝日版                      |
| ------------------------ | ------------------------ | --------------------------------- |
| レーン                   | ジョン・ウェイン         | 納谷悟朗                          |
| ロウ夫人（リリー）       | アン＝マーグレット       | 池田昌子                          |
| ジェシー                 | ベン・ジョンソン         | 穂積隆信                          |
| グラディ                 | ロッド・テイラー         | 羽佐間道夫                        |
| カルフーン               | クリストファー・ジョージ | 小林清志                          |
| ベン・ヤング             | ボビー・ヴィントン       | 安原義人                          |
| サム・ターナー           | ジェリー・ガットリン     | 石森達幸                          |
| ピンカートン探偵社の探偵 | リカルド・モンタルバン   | 大木民夫                          |
| 不明 その他              | N/A                      | 龍田直樹 沢木郁也 熊谷幸男 岡和男 |
| 日本語版制作スタッフ     |                          |                                   |
| 演出                     | 演出                     | 春日正伸                          |
| 翻訳                     | 翻訳                     | 鈴木導                            |
| 効果                     |                          |                                   |
| 調整                     | 調整                     | 山田太平                          |
| 制作                     | 制作                     | 日米通信社                        |
| 解説                     | 解説                     | 淀川長治                          |
| 初回放送                 | 初回放送                 | 1979年4月1日 『日曜洋画劇場』     |

## スタッフ
- 製作：マイケル・ウェイン
- 監督：バート・ケネディ
- 脚本：バート・ケネディ
- 撮影：ウィリアム・H・クローシア
- 美術：アルフレッド・スウィーニー
- 装飾：レイ・モイヤー
- 音楽：ドミニク・フロンティア
- 編集：フランク・サンティロ